# Джун-Лейк (Каліфорнія)
Джун-Лейк (англ. June Lake) — переписна місцевість (CDP) в США, в окрузі Моно штату Каліфорнія. Населення — 611 особа (2020).

## Географія
Джун-Лейк розташований за координатами 37°46′4″ пн. ш. 119°6′26″ зх. д. / 37.76778° пн. ш. 119.10722° зх. д. (37.767807, -119.107284).  За даними Бюро перепису населення США в 2010 році переписна місцевість мала площу 22,74 км², з яких 20,69 км² — суходіл та 2,05 км² — водойми.

## Демографія
Згідно з переписом 2010 року, у переписній місцевості мешкало 629 осіб у 290 домогосподарствах у складі 164 родин. Густота населення становила 28 осіб/км².  Було 820 помешкань (36/км²).
Расовий склад населення:
| - 84,9 % — білих - 1,1 % — корінних американців - 0,3 % — азіатів - 12,4 % — осіб інших рас |

До двох чи більше рас належало 1,3 %. Частка іспаномовних становила 21,8 % від усіх жителів.
За віковим діапазоном населення розподілялося таким чином: 18,4 % — особи молодші 18 років, 70,5 % — особи у віці 18—64 років, 11,1 % — особи у віці 65 років та старші. Медіана віку мешканця становила 41,7 року. На 100 осіб жіночої статі у переписній місцевості припадало 119,2 чоловіків;  на 100 жінок у віці від 18 років та старших — 120,2 чоловіків також старших 18 років.
Цивільне працевлаштоване населення становило 113 особи. Основні галузі зайнятості: мистецтво, розваги та відпочинок — 31,9 %, транспорт — 22,1 %, публічна адміністрація — 21,2 %.